# Vicent Dualde i Furió
Vicent Dualde i Furió (València, 1851 - 1917) fou un advocat i polític valencià. Es llicencià en dret a la Universitat de València, on també fou líder de la Joventut Republicana i seguidor de Manuel Ruiz Zorrilla. També fou director d'El Mercantil Valenciano (1873 i 1875-1878), un advocat de força prestigi i president de Lo Rat Penat el 1910-1912 
Políticament, fou regidor de l'ajuntament de València pel Partit Republicà Progressista el 1883-1891, diputat provincial el 1889, primer síndic de l'ajuntament de València i diputat a Corts Espanyoles per València a les eleccions generals espanyoles de 1893 per una coalició republicana. Quan Ruiz Zorrilla trencà amb Nicolás Salmerón va fundar el seu propi diari, El Progreso. A les eleccions posteriors a les que es va presentar fou derrotat tant pel blasquisme com pels federalistes i per Unió Republicana. Fou pare de Joaquim Dualde i Gómez